# Pianosonate nr. 7 (Beethoven)
Pianosonate nr. 7 in D majeur, op. 10 nr. 3, is een sonate van Ludwig van Beethoven. Het stuk is van 1796 tot en met 1798 geschreven voor Anne Margarete von Browne. De duur van het stuk is circa 21 minuten.

## Onderdelen
Het stuk bestaat uit vier delen.
1. Presto
2. Largo e mesto.
3. Menuetto: Allegro
4. Rondo: Allegro

### Presto
Dit is het eerste deel van de sonate. Het stuk heeft een 2/2 maat en staat in D-majeur.

### Largo e mesto
Dit is het tweede deel van de sonate. Het stuk heeft een 6/8 maat en staat in d-mineur.

### Menuetto: Allegro
Dit is het derde deel van de sonate. Het stuk heeft een 3/4 maat en begint in D-majeur. Daarna gaat het stuk over in G-majeur, waarna het weer terug bij D-majeur komt.

### Rondo: Allegro
Dit is het vierde en laatste deel van de sonate. Het stuk heeft een 4/4 maat en is geschreven in D-majeur.